# Saint-André-en-Barrois
Saint-André-en-Barrois je francouzská obec v departementu Meuse v regionu Grand Est. Žije zde 61 obyvatel.

## Geografie

### Sousední obce
| Růžice kompasu |           | Ippécourt              | Souilly | Růžice kompasu |
| Růžice kompasu | Nubécourt | Sever                  | Heippes | Růžice kompasu |
| Růžice kompasu | Nubécourt | Saint-André-en-Barrois | Heippes | Růžice kompasu |
| Růžice kompasu | Nubécourt | Jih                    | Heippes | Růžice kompasu |
| Růžice kompasu | Beausite  |                        |         | Růžice kompasu |